# Бекешево (Кугарчинський район)
Беке́шево (рос. Бекешево, башк. Бикеш) — село у складі Кугарчинського району Башкортостану, Росія. Входить до складу Новопетровської сільської ради.
Населення — 192 особи (2010; 182 в 2002).
Національний склад:
- росіяни — 50%
- башкири — 48%